# Coppa Italia di Serie A2 2020-2021 (pallavolo)
La Coppa Italia di Serie A2 2020-2021 si è svolta dal 3 al 14 marzo 2021: al torneo hanno partecipato otto squadre di club italiane e la vittoria finale è andata per la prima volta all'Helvia Recina.

## Regolamento
La formula del torneo ha previsto quarti di finale, semifinali e finale, giocate in gara unica.

## Squadre partecipanti
| Squadra       | Qualificazione                                       |
| ------------- | ---------------------------------------------------- |
| Cutrofiano    | 2ª in regular season Serie A2 2020-21 (girone est)   |
| Helvia Recina | 3ª in regular season Serie A2 2020-21 (girone est)   |
| Marsala       | 4ª in regular season Serie A2 2020-21 (girone ovest) |
| Megavolley    | 1ª in regular season Serie A2 2020-21 (girone est)   |
| Mondovì       | 1ª in regular season Serie A2 2020-21 (girone ovest) |
| Pinerolo      | 3ª in regular season Serie A2 2020-21 (girone ovest) |
| Roma Club     | 2ª in regular season Serie A2 2020-21 (girone ovest) |
| Soverato      | 4ª in regular season Serie A2 2020-21 (girone est)   |

## Torneo

### Tabellone
|  | Quarti di finale | Quarti di finale | Quarti di finale |  |    | Semifinali | Semifinali    | Semifinali |  |    | Finale        | Finale  | Finale |
|  |                  |                  |                  |  |    |            |               |            |  |    |               |         |        |
|  | 1e               | Megavolley       | 3                |  |    |            |               |            |  |    |               |         |        |
|  | 1e               | Megavolley       | 3                |  |    |            |               |            |  |    |               |         |        |
|  | 4o               | Marsala          | 2                |  |    |            |               |            |  |    |               |         |        |
|  | 4o               | Marsala          | 2                |  | 1e | Megavolley | -             |            |  |    |               |         |        |
|  |                  |                  |                  |  | 1e | Megavolley | -             |            |  |    |               |         |        |
|  |                  |                  |                  |  |    | 3e         | Helvia Recina | -          |  |    |               |         |        |
|  | 2o               | Roma Club        | 2                |  |    | 3e         | Helvia Recina | -          |  |    |               |         |        |
|  | 2o               | Roma Club        | 2                |  |    |            |               |            |  |    |               |         |        |
|  | 3e               | Helvia Recina    | 3                |  |    |            |               |            |  |    |               |         |        |
|  | 3e               | Helvia Recina    | 3                |  |    |            |               |            |  | 3e | Helvia Recina | 3       |        |
|  |                  |                  |                  |  |    |            |               |            |  | 3e | Helvia Recina | 3       |        |
|  |                  |                  |                  |  |    |            |               |            |  |    | 1o            | Mondovì | 0      |
|  | 1o               | Mondovì          | 3                |  |    |            |               |            |  |    | 1o            | Mondovì | 0      |
|  | 1o               | Mondovì          | 3                |  |    |            |               |            |  |    |               |         |        |
|  | 4e               | Soverato         | 0                |  |    |            |               |            |  |    |               |         |        |
|  | 4e               | Soverato         | 0                |  | 1o | Mondovì    | 3             |            |  |    |               |         |        |
|  |                  |                  |                  |  | 1o | Mondovì    | 3             |            |  |    |               |         |        |
|  |                  |                  |                  |  |    | 3o         | Pinerolo      | 1          |  |    |               |         |        |
|  | 2e               | Cutrofiano       | 2                |  |    | 3o         | Pinerolo      | 1          |  |    |               |         |        |
|  | 2e               | Cutrofiano       | 2                |  |    |            |               |            |  |    |               |         |        |
|  | 3o               | Pinerolo         | 3                |  |    |            |               |            |  |    |               |         |        |
|  | 3o               | Pinerolo         | 3                |  |    |            |               |            |  |    |               |         |        |

### Risultati

#### Quarti di finale
| 4 marzo 2021 PalaDionigi, Vallefoglia Durata: 2h:07 - Spettatori: ? | Megavolley | 3 - 2 | Marsala       | 20-25, 15-25, 25-21, 25-23, 16-14 |
| 3 marzo 2021 PalaFonte, Roma Durata: 1h:50 - Spettatori: ?          | Roma Club  | 2 - 3 | Helvia Recina | 25-21, 25-20, 23-25, 21-25, 12-15 |
| 3 marzo 2021 PalaManera, Mondovì Durata: 1h:09 - Spettatori: ?      | Mondovì    | 3 - 0 | Soverato      | 25-18, 25-13, 25-22               |
| 3 marzo 2021 PalaCesari, Cutrofiano Durata: 1h:47 - Spettatori: ?   | Cutrofiano | 2 - 3 | Pinerolo      | 25-21, 25-21, 17-25, 15-25, 12-15 |

#### Semifinali
| 11 marzo 2021 PalaDionigi, Vallefoglia Durata: 0 - Spettatori: 0 | Megavolley | -     | Helvia Recina | annullata                  |
| 10 marzo 2021 PalaManera, Mondovì Durata: 1h:20 - Spettatori: ?  | Mondovì    | 3 - 1 | Pinerolo      | 26-24, 25-23, 23-25, 25-16 |

#### Finale
| 14 marzo 2021 RDS Stadium, Rimini Durata: 1h:19 - Spettatori: ? | Helvia Recina | 3 - 0 | Mondovì | 25-23, 25-20, 25-23 |